# فابيان شولتسه
فابيان شولتسه (بالألمانية: Fabian Schulze)‏ هو منافس ألعاب قوى ألماني، ولد في 7 مارس 1984 في فيلدرشتات في ألمانيا.

## وصلات خارجية
- فابيان شولز على موقع الاتحاد الدولي لألعاب القوى (الإنجليزية)
- فابيان شولز على موقع الدوري الماسي (الإنجليزية)